# Calibanus hookeri
La tinaja (Calibanus hookeri) es una especie de la familia de los espárragos y las patas de elefante (Asparagaceae), dentro del orden Asparagales en lo que comúnmente llamamos grupo de las monocotiledóneas, aunque hoy en día se agrupan dentro del grupo Liliopsida. El nombre del género Calibanus se deriva de “Caliban”, el nombre que dio Shakespeare a un monstruo en su obra de teatro La tempestad, esto por el tamaño monstruoso de la planta, mientras que la especie C. hookeri, está dada en honor a Sir William Jackson Hooker, botánico, profesor y director del Real Jardín Botánico de Kew en el siglo XIX o por su hijo Joseph Dalton Hooker también botánico y colector de plantas inglés del siglo XIX. Existe poca información disponible de esta especie desde el punto de vista científico, aunque es muy apreciada como planta ornamental.

## Clasificación y descripción
Planta perteneciente la familia Asparagaceae.  Planta considerada como suculenta, presenta un cáudice que llega a medir hasta 80 cm de altura y hasta 1 m de ancho, las hojas forman rosetas y brotan de diversos sitios en el cáudice, las hojas tienen apariencia de pasto, son de color verde glauco y con los bordes aserrados, las rosetas de hojas pueden cubrir gran parte del cáudice ocultándolo a la vista; las inflorescencias miden entre 60 cm y 1 m de largo, sus flores son de color verde claro.

## Distribución
Es endémica de México, ocurre en Tamaulipas, Hidalgo, Querétaro y San Luis Potosí, se tiene muy poca documentación de su ocurrencia en hábitat.

## Ambiente
Habita en matorrales desérticos y semidesérticos del centro del México.

## Estado de conservación
En México se le considera bajo la categoría de Amenazada (A) según la NOM-059-SEMARNAT-2010, mientras que la especie no ha sido evaluada por la Lista Roja de especies amenazadas de la IUCN. Ni en CITES (Convención sobre el Comercio Internacional de Especies Amenazadas de Fauna y Flora Silvestres).